# Juneau (Wisconsin)
Juneau è una città degli Stati Uniti d'America, situata in Wisconsin, nella Contea di Dodge, della quale è anche il capoluogo.